# Pedro Vergés Cimán
Pedro Vergés Cimán (Santo Domingo, 8 de maig de 1945) és un escriptor, professor i diplomàtic dominicà.

## Biografia
Va estudiar filologia a la Universitat de Saragossa. Va viure a Barcelona, on va treballar com a redactor de la revista Camp de l'Arpa. Més tard, també a Barcelona, va cofundar la revista Hora de Poesia.
Ha compaginat la seva carrera de diplomàtic amb la de professor i escriptor, aconseguint ser professor de la Universitat Nacional Pedro Henríquez Ureña, director a Santo Domingo del Instituto de Cultura Hispánica, ambaixador de la República Dominicana a Espanya de 1996 a l'any 2000 i a Alemanya des de l'any 2005 fins al 2009. De 2009 a 2013 va ser ambaixador cap de missió al Japó i en l'actualitat és ambaixador, representant permanent de la República Dominicana davant l'Organització d'Estats Americans (OEA).
És membre de l'Acadèmia Dominicana de la Llengua. El seu major èxit com a escriptor el va rebre l'any 1981 amb la novel·la Sólo cenizas hallarás (Bolero), amb la qual va rebre a Espanya el Premi de la Crítica de narrativa castellana i el Premi Blasco Ibáñez de novel·la.
A més d'aquesta novel·la destaquen els seus llibres de poesies Juegos reunidos (1971) i Durante los inviernos (1977).
En l'actualitat resideix a Washington, DC degut al seu càrrec com a representant permanent de la República Dominicana a la OEA.

## Obra
- Juegos reunidos. (1971) Poesia.
- Durante los inviernos. (1977) Poesia. Accèssit del Premi Adonáis de Poesia.
- Sólo cenizas hallarás (Bolero) (1980) Novel·la. Premi de la Crítica de narrativa castellana i Premi Blasco Ibáñez.